# Son colegialas
«Son Colegialas» es el primer sencillo del grupo peruano de pop rock, Rio, lanzado en vinilo.
El disco incluye la canción Cómo Escapar como Lado B, la cual fue la única canción del grupo que no se incluyó en ninguno de sus discos de larga duración y por ello es considerada una rareza dentro de su discografía.

## Lista de canciones
| N.º | Título           | Duración |  |
| 1.  | «Son Colegialas» |          |  |
| 2.  | «Cómo Escapar»   |          |  |